# Emmanuel Schiffers
Emmanuel Schiffers foi um proeminente jogador de xadrez da Rússia, apelidado de "O Professor de Xadrez da Rússia". Foi o primeiro a dar palestras públicas sobre xadrez e publicou um livro sobre o assunto. Como competidor, participou dos torneios de xadrez de Hastings (1895), Nuremberga (1896), Berlim (1897) e Viena (1898) sendo o melhor resultado o sexto lugar em 1895.